# 加拿大音乐协会
加拿大音樂協會（英語：Music Canada）是於1963年4月9日建立加拿大非營利音樂協會，總部設立在多伦多，旨在代表加拿大录制、出版和销售录音的公司利益，是國際唱片業協會的成員與国际标准音像制品编码管理機構。
協會前身為十名成员组成的加拿大唱片制造商协会（英語：Canadian Record Manufacturer's Association），協會在1972年更名為加拿大唱片业协会（英語：Canadian Recording Industry Association），又於2011年7月8日宣佈改為加拿大音乐协会。
加拿大音樂協會由成员年度选举产生的理事会领导。参与选举的候选人应当是成员公司的执行官。环球唱片加拿大分部的Graham Henderson自2004年11月15日起担任主席；而之前，则是由Brian Robertson担任该职。

## 成员类别
成员被划入三个类别：
- A类成员是加拿大以制作、生产或销售唱片为业的个人或公司。这些成员拥有投票权，目前由四大唱片公司组成。[5]
- B类成员是加拿大以制作音乐唱片为业的个人或公司。他们需要缴纳600美元的年费，并且没有投票权。截至2007年，共有22个B类成员。[5]
- 制造商组是加拿大以制造音乐唱片为业的个人或公司。

## 唱片認證
加拿大音樂協會为音乐专辑颁发销量证书，同美国唱片业协会的认证类似。根据2008年5月1日发布的评级标准：
- 金唱片：40,000个单位（之前50,000个）
- 白金唱片：80,000个单位（之前100,000个）
- 钻石唱片：800,000个单位（之前1,000,000个）[6]

注：多白金唱片认证授予销量超过160,000个单位或更多（如160,000个单位是双白金），但未超过800,000个单位（钻石认证）的唱片。

## 外部連結
- 官方网站